# Strada statale 161 di Ortanova
La ex strada statale 161 di Ortanova (SS 161), ora strada provinciale 110 di Ortanova (SP 110), è una strada provinciale italiana il cui percorso si snoda a sud di Foggia.

## Storia
La strada statale 161 venne istituita nel 1953 con il seguente percorso: "innesto con la SS. n. 90 presso Ponte Bovino (Bovino) - innesto con la SS. n. 16 presso Passo d'Orta (Orta Nova)".

## Percorso
La strada ha inizio nei pressi di Ponte Bovino, distaccandosi dalla strada statale 90 delle Puglie. Dopo poche centinaia di metri si incontra il bivio che conduce al paese di Bovino da una parte, e alla stazione omonima sulla linea ferroviaria Napoli–Foggia dall'altra. La strada prosegue nella stessa direzione del fiume Cervaro, e all'altezza di Radogna si distacca la strada regionale 1 Pedesubappennica che conduce a Candela. Il tracciato giunge quindi a Castelluccio dei Sauri e prosegue in direzione est fino ad incrociare la strada statale 655 Bradanica.
Supera il fiume Carapelle e giunge a Ordona e a Orta Nova oltre il quale la strada si innesta sulla strada statale 16 Adriatica in località Passo d'Orta.
In seguito al decreto legislativo n. 112 del 1998, dal 2001 la gestione è passata dall'ANAS alla regione Puglia, che ha provveduto al trasferimento dell'infrastruttura al demanio della provincia di Foggia.